# Tempogegenstoß (Handball)

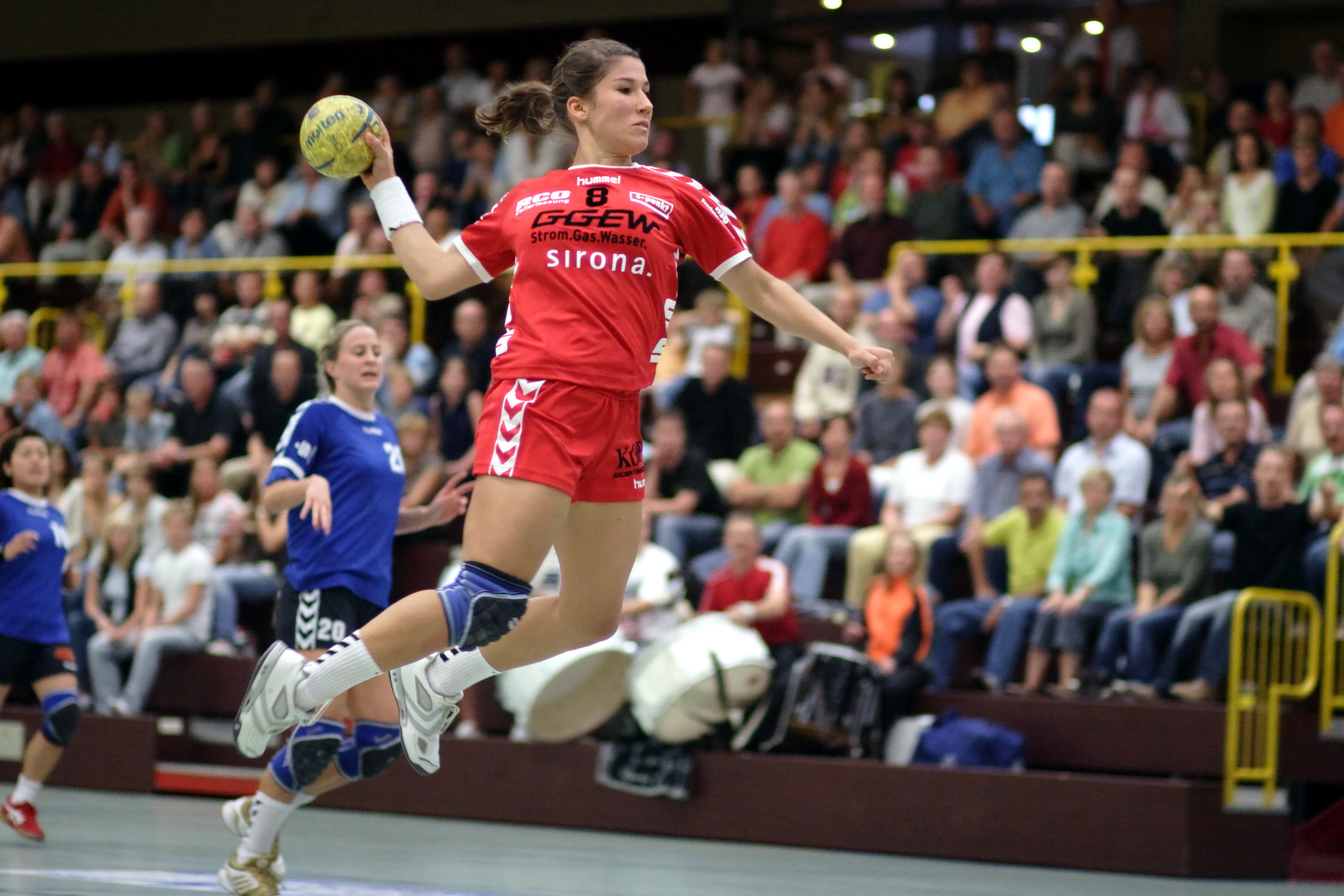
Abschluss eines Tempogegenstoßes per Sprungwurf im Frauenhandball

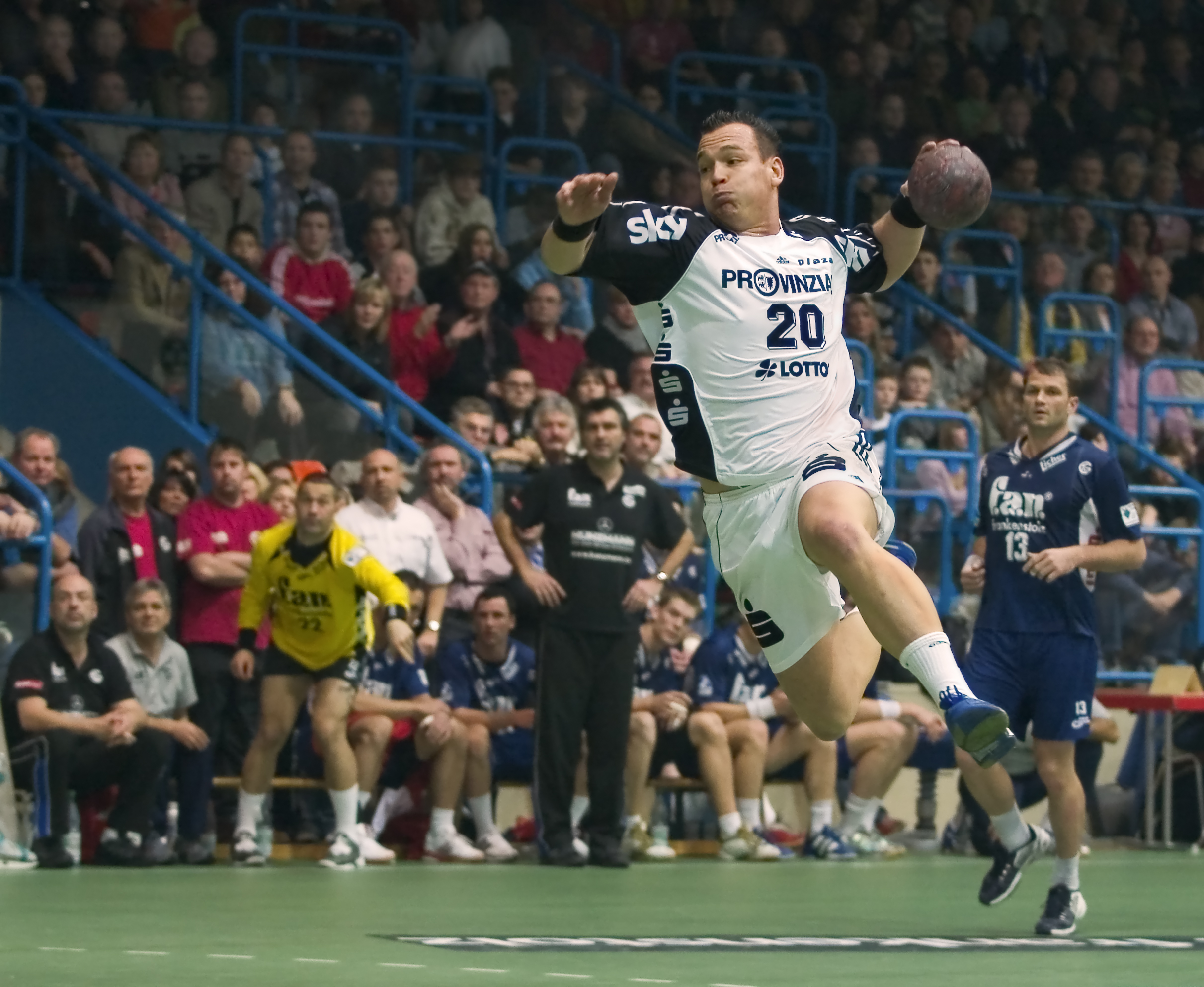
Christian Zeitz bei einem Tempogegenstoß

Der Tempogegenstoß bezeichnet eine Angriffstaktik im Handball, bei der man versucht, die gegnerische Mannschaft nach deren erfolglosem Angriff auszukontern. Ähnlich dazu ist die „Schnelle Mitte“ ebenfalls ein Konter, allerdings in Verbindung mit einem Anwurf nach einem Torerfolg der Gegner.
Äquivalente Begriffe hierzu sind der Konter oder der Fast break im Basketball.

## Ablauf
Meistens beginnt ein Tempogegenstoß nach einem Fehlpass oder Fehlwurf. Befindet sich der Ball in den eigenen Reihen, ist das schnelle Umschalten von Abwehr auf Angriff elementar, und es wird versucht, mit möglichst wenigen Stationen vor das Tor zu gelangen und abzuschließen. Oft gelingt das schnell, ohne jeglichen Spielzug und noch bevor die gegnerische Abwehr zurückgelaufen ist. Manchmal kommt es auch nach technischen Fehlern – wie „Schritten“ oder „Zweimal“ – zu Tempogegenstößen. Es ist jedoch eher selten, dass ein Spieler das Feld prellend überwindet, meist überbrückt man es mit Pässen.
Tempogegenstöße werden in aller Regel von den Außenspielern gelaufen und fast immer mit einem Sprungwurf abgeschlossen.

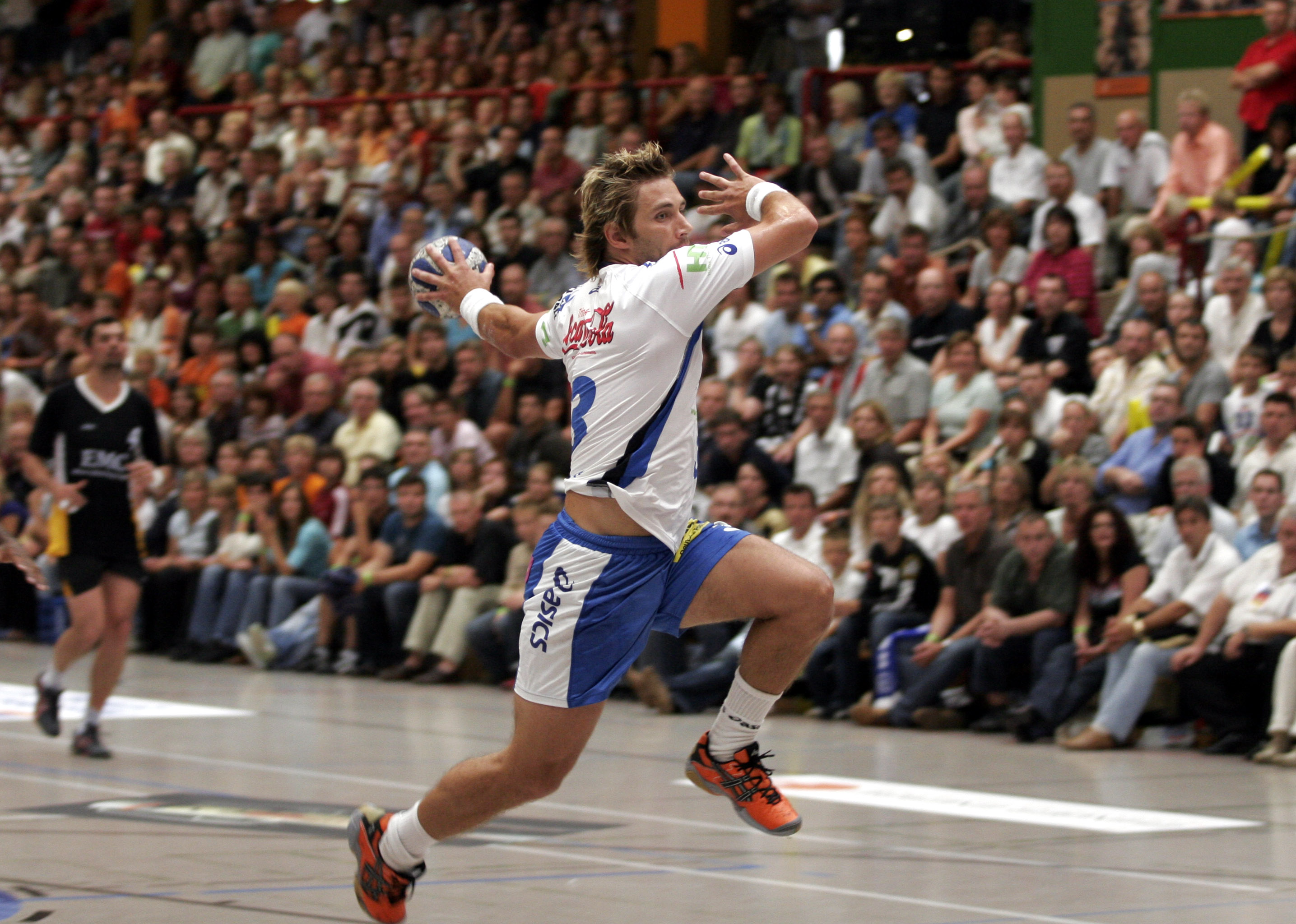
Ein Tempogegenstoß von Stefan Schröder
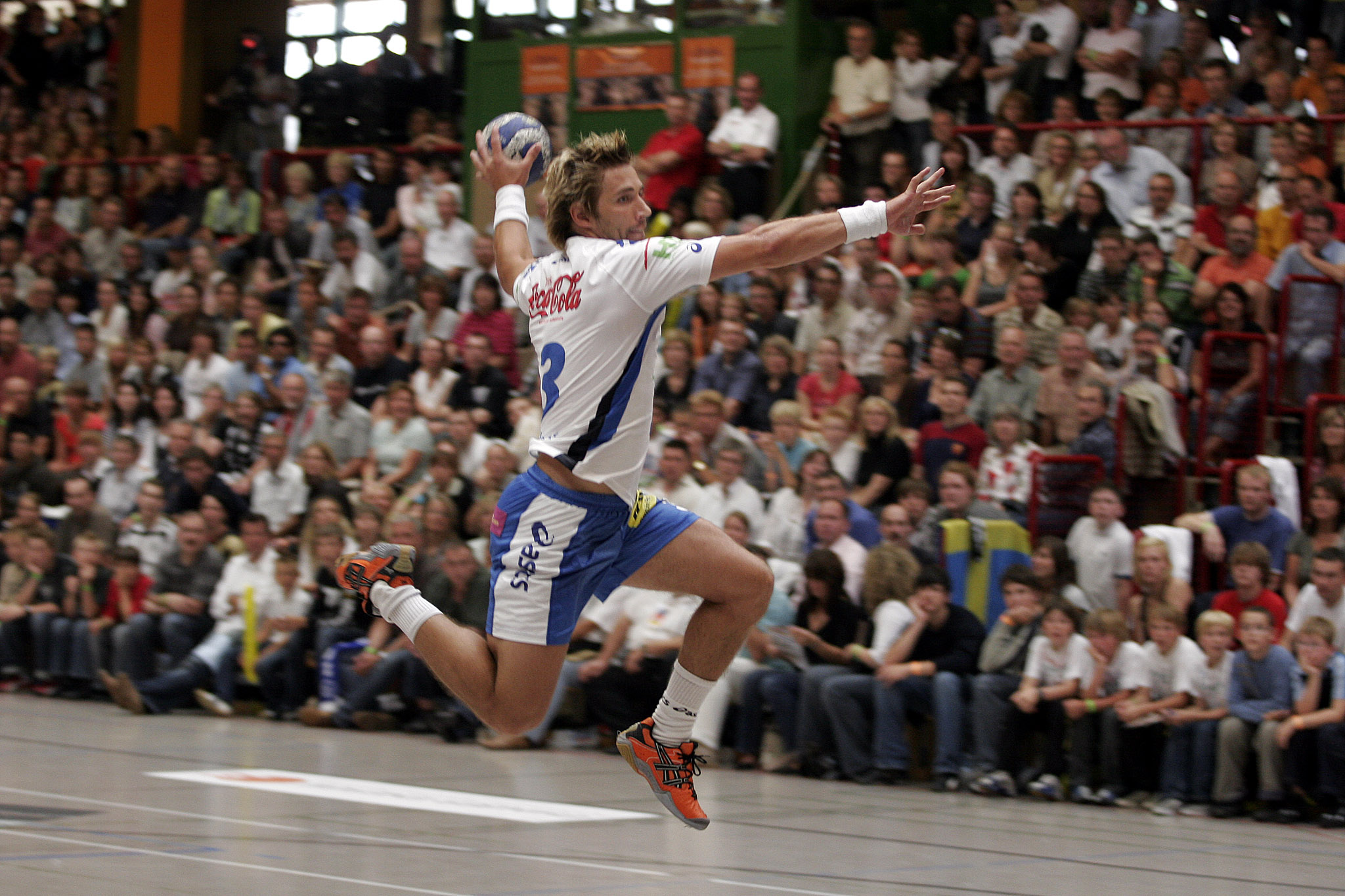
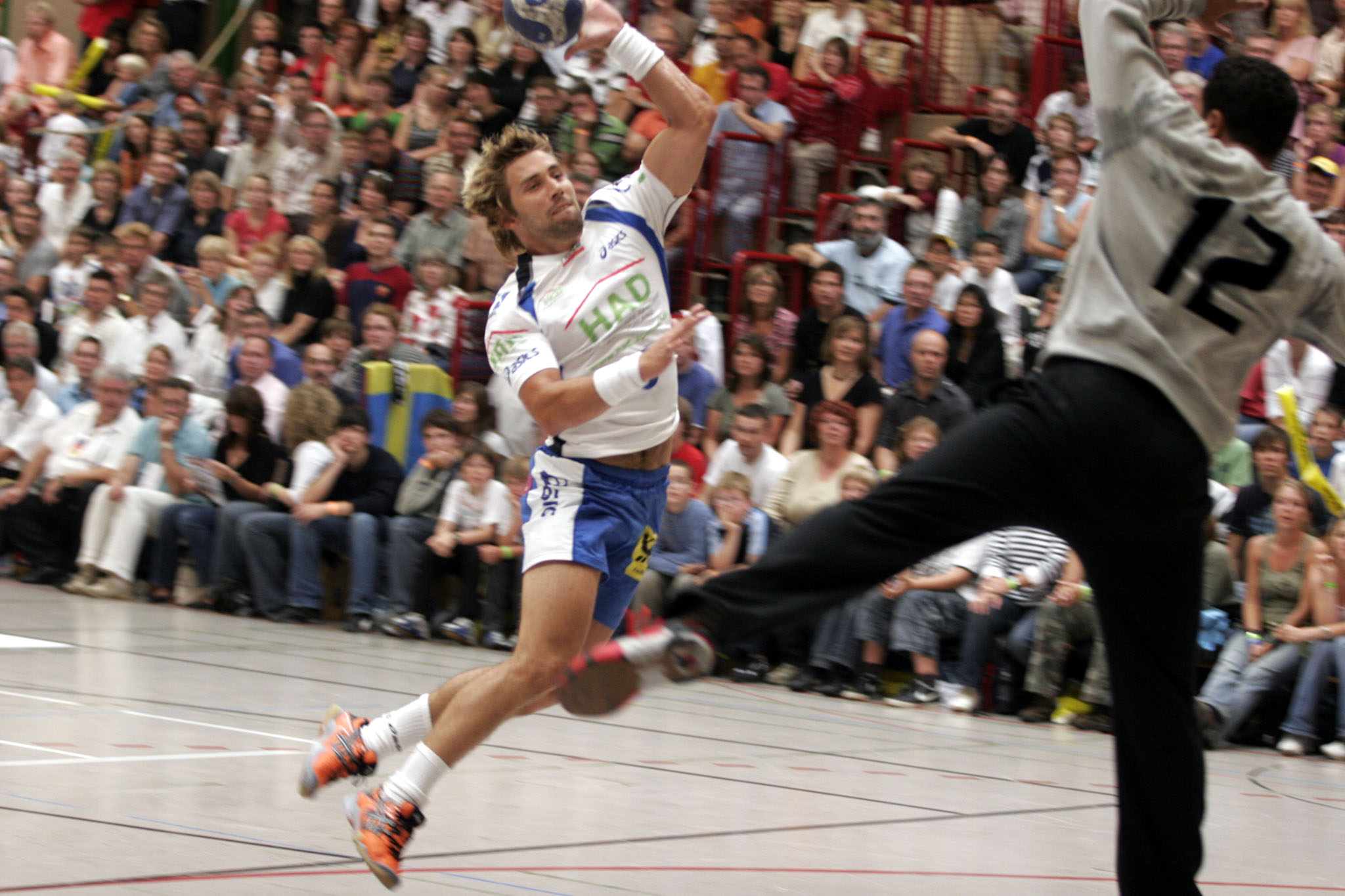
Der Abschluss mit einem „Luftdreher“

Beispiel für einen vom Torwart vereitelten Tempogegenstoß

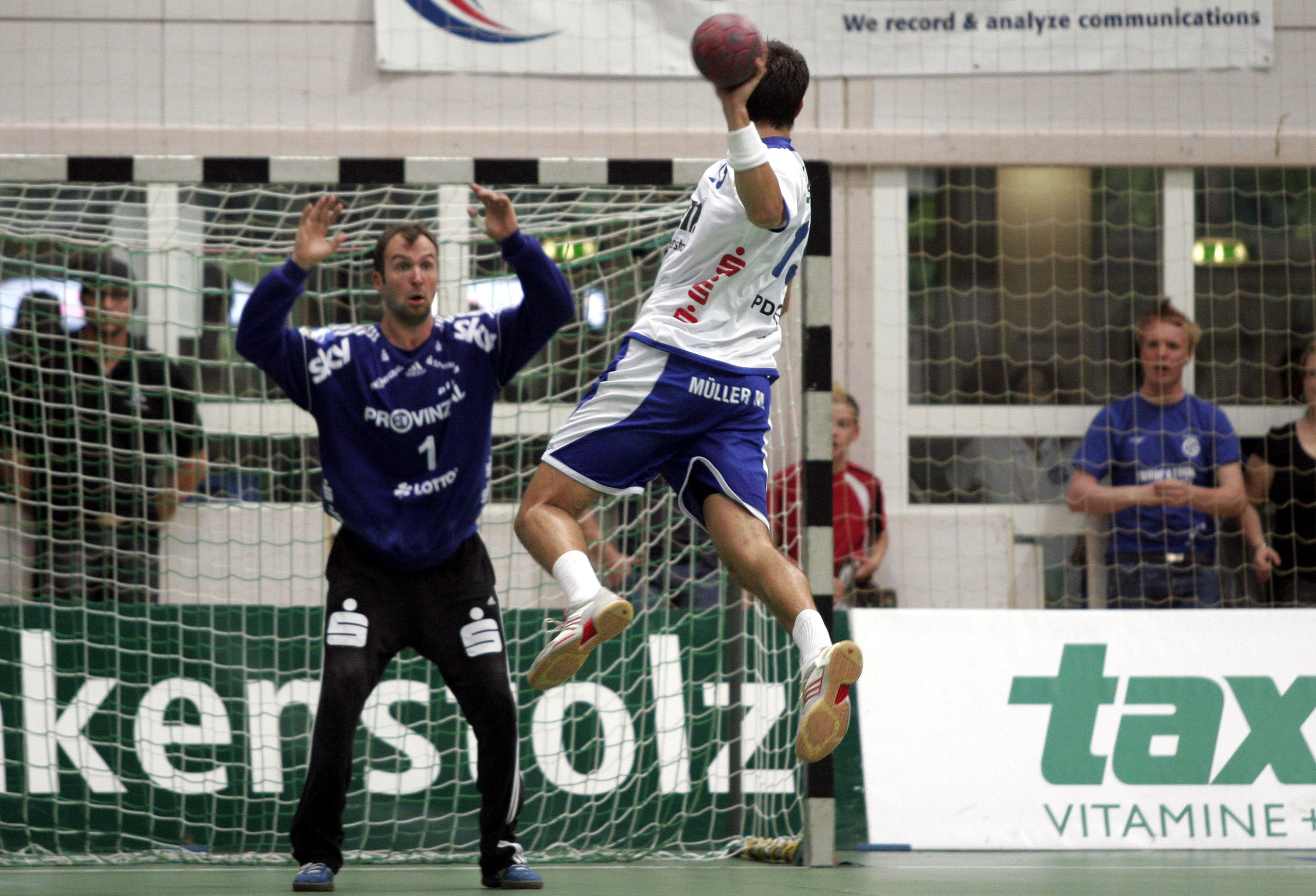
Michael Müller mit einem Sprungwurf
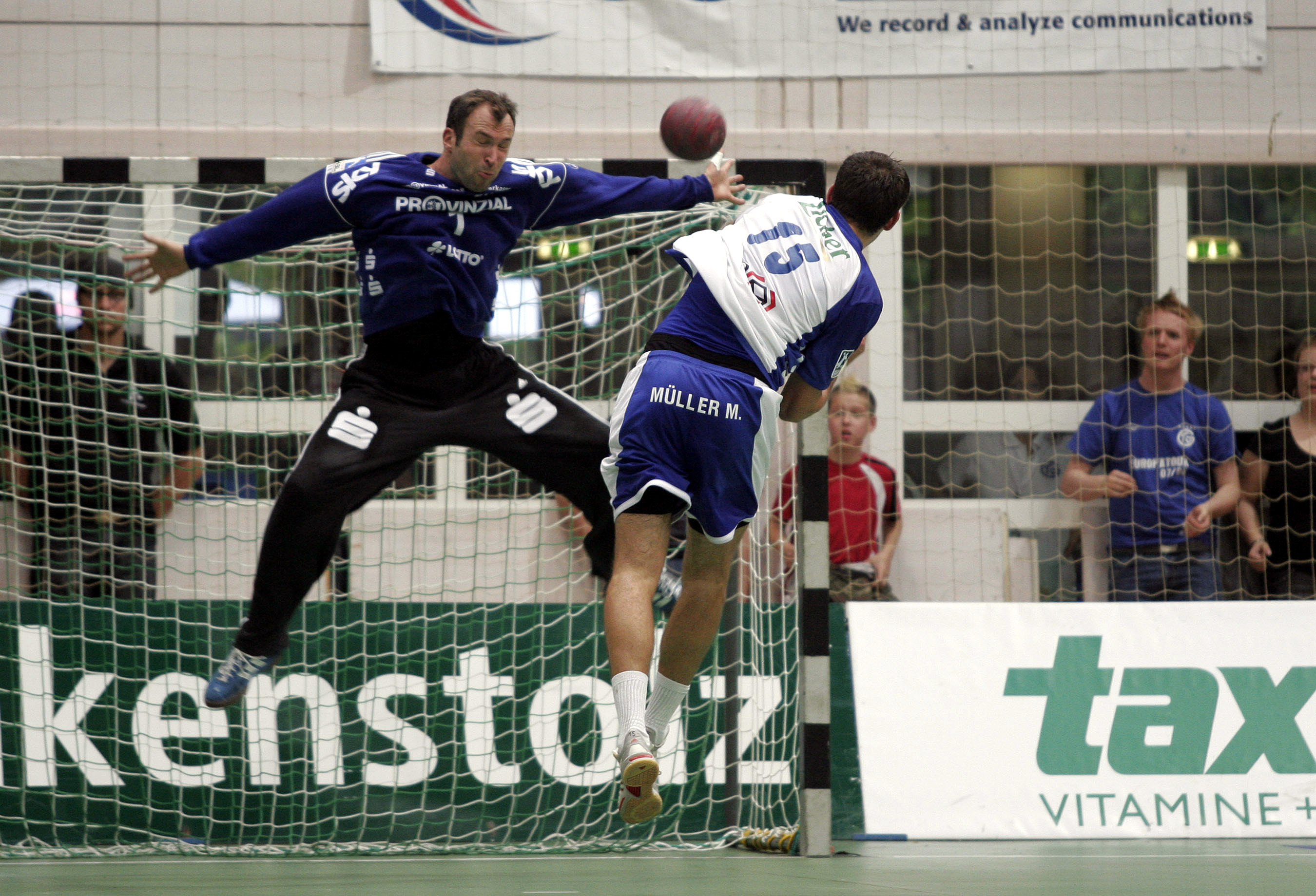
Thierry Omeyer mit einem Hampelmann
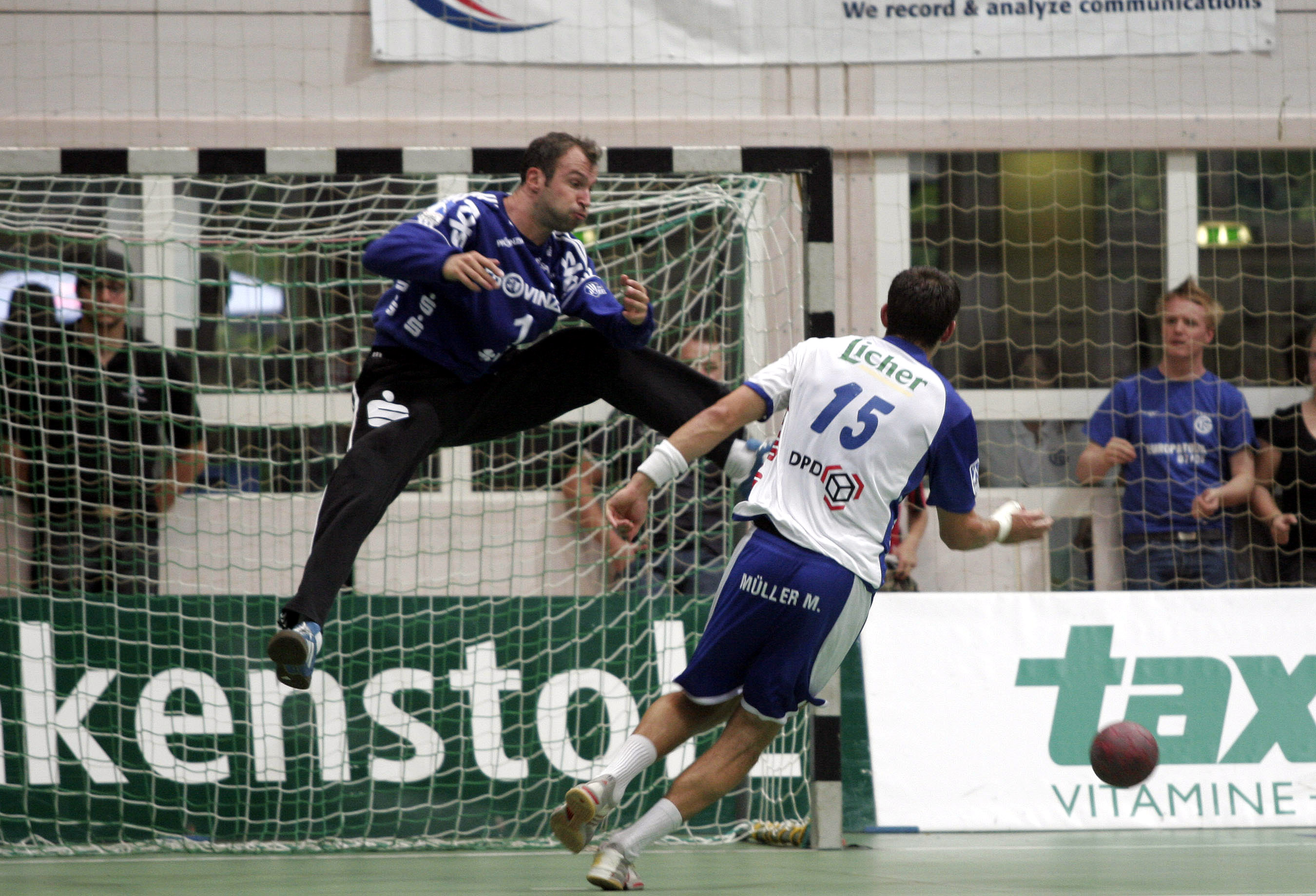
Der Wurf wurde abgewehrt